# ロマン・トマ (サッカー選手)
ロマン・トマ（Romain Thomas 、1988年6月12日 - ）は、フランス・ランデルノー出身のプロサッカー選手。SMカーン所属。ポジションは、ディフェンダー。

## 経歴
2013年6月、アンジェSCOに移籍した。2017年8月にはクラブと2022年まで契約を延長した。
2018年3月14日、リーグ・アンのパリ・サンジェルマンFC戦で前半14分にチアゴ・モッタに腹部を蹴られて、脇腹に大きな裂傷を負った。モッタにはレッドカードが提示された。